# Fritzi Ernst

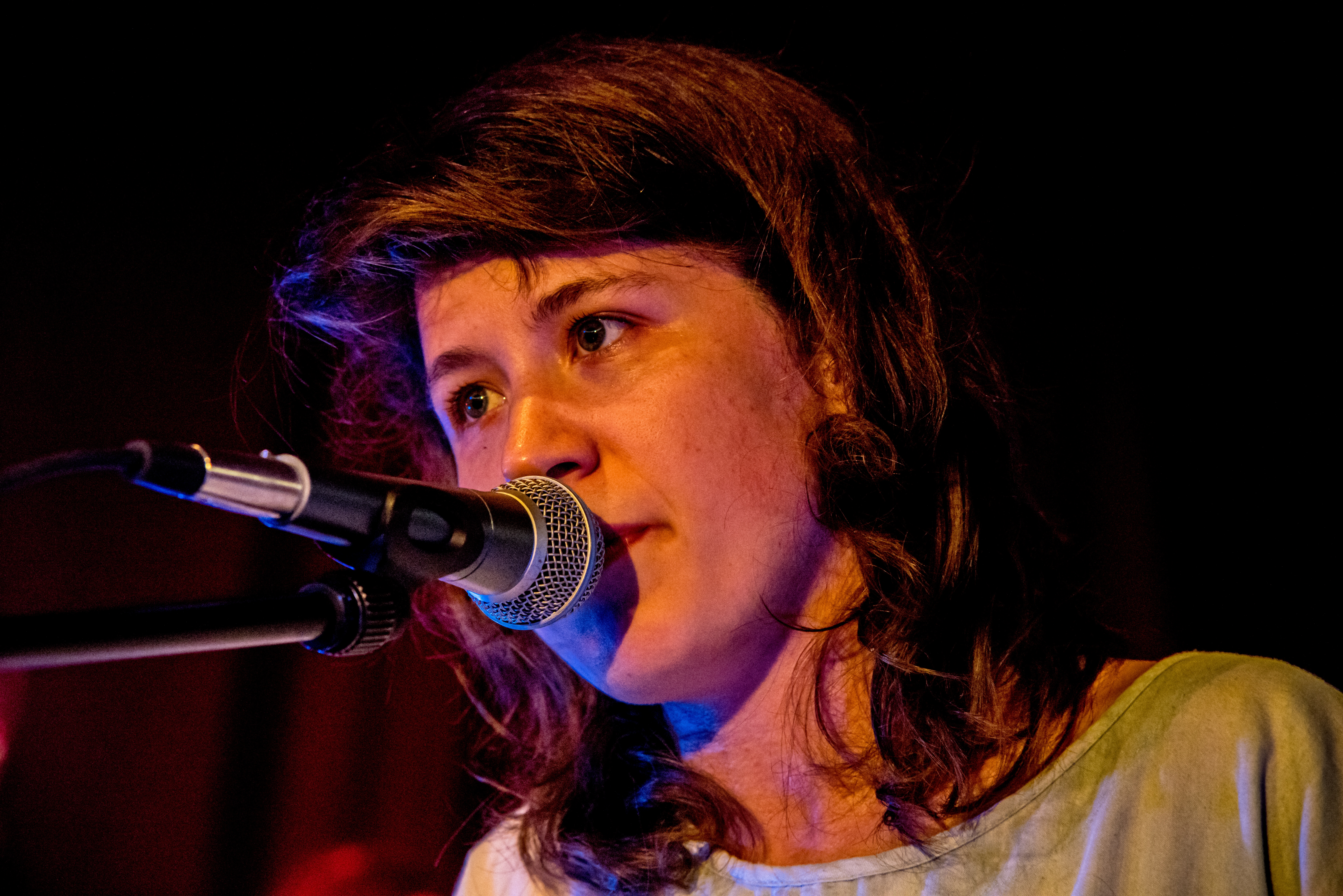
Fritzi Ernst (2018)

Friederike „Fritzi“ Ernst (* 1989 in Paderborn) ist eine deutsche Songtexterin, Sängerin und Multi-Instrumentalistin. Sie wurde als Teil des Duos Schnipo Schranke bekannt und verfolgt seit 2021 eine Solokarriere.

## Leben
Friederike Ernst wurde in Paderborn geboren. Nach dem Abitur studierte sie von 2008 bis 2012 in an der Hochschule für Musik und Darstellende Kunst Frankfurt am Main Blockflöte und Klavier.
Während ihres Studiums lernte Ernst die Cello-Studentin Daniela Reis kennen. Beide gründeten – statt den Weg in die klassische Musik weiterzuverfolgen – das Duo Schnipo Schranke und zogen nach Hamburg. Bereits 2014 gelang ihnen dort der Überraschungshit Pisse. Der Song selbst erhielt zwar keine Chart-Platzierung, aber viel Lob in den Musikredaktionen von Intro, Spex und Musikexpress. Kultstatus erlangte auch der Song Cluburlaub. Es folgten zwei erfolgreiche Alben: Satt (2015) und Rare (2017) und mehrere Konzert-Touren durch Deutschland, Österreich und die Schweiz. 2019 löste sich die Band Schnipo Schranke auf. Ernst arbeitete danach zeitweise mit beim Bühnenbau und begann eine Ausbildung zur Klavierbauerin.
2020 gelang es ihr, auch ihre musikalische Karriere neu zu beleben. Zusammen mit Ted Gaier von Die Goldenen Zitronen nahm sie das Album Keine Termine auf, das am 11. Juni 2021 über Bitte Freimachen Records erschien. Das Artwork wurde von Danika Arndt gestaltet. Positives Echo auf das Album findet sich in Die Zeit sowie auf NDR Kultur und der BR KulturBühne. Der Musikexpress platzierte Keine Termine unter den 50 besten Alben des Jahres 2021 auf Platz 22. Im Dezember 2024 erschien ihr zweites Soloalbum Jo-Jo.
Ernst arbeitet seit 2019 außerdem mit der Theaterregisseurin Leonie Böhm zusammen. Zur Produktion Die Räuberinnen an den Münchner Kammerspielen textete und komponierte sie die musikalische Rahmung des Stücks und ist Teil des Bühnenensembles.

## Musikstil
Musikalisch handelt es sich um meist melancholischen und minimalistischen Indie-Pop, der – begleitet von einer Band – instrumental überwiegend vom Klavier getragen wird. Die Texte handeln von Depressionen, Antriebslosigkeit und Ängsten, aber auch von Hoffnung und Sehnsucht nach Glück, von Enttäuschungen und der Fragilität menschlicher Beziehungen. Im Gegensatz zum zeitweilig deftigen und obszönen Textstil von Schnipo Schranke ist Ernsts Soloalbum eher von Tragikomik geprägt. Dabei kontrastieren die Texte unter anderem mit fröhlicher Marschmusik und Synthiepop.

## Diskografie

### Alben
- 2021: Keine Termine (Bitte Freimachen Records/The Orchard)
- 2024: Jo-Jo (Bitte Freimachen Records)

### Singles
- 2021: Keine Termine
- 2021: Ich flirte mit allen
- 2021: Trauerkloß
- 2024: Ich steh im Bett
- 2024: Märchen
- 2024: Ich bin so dumm